# Comuni d'Italia (F)
Questa pagina contiene l'elenco dei comuni italiani il cui nome inizia con la lettera F.
Per ogni comune vengono indicate la provincia e la regione di appartenenza.
| Comune                     | Provincia            | Regione               |
| -------------------------- | -------------------- | --------------------- |
| Fabbrica Curone            | Alessandria          | Piemonte              |
| Fabbriche di Vergemoli     | Lucca                | Toscana               |
| Fabbrico                   | Reggio Emilia        | Emilia-Romagna        |
| Fabriano                   | Ancona               | Marche                |
| Fabrica di Roma            | Viterbo              | Lazio                 |
| Fabrizia                   | Vibo Valentia        | Calabria              |
| Fabro                      | Terni                | Umbria                |
| Faedis                     | Udine                | Friuli-Venezia Giulia |
| Faedo Valtellino           | Sondrio              | Lombardia             |
| Faenza                     | Ravenna              | Emilia-Romagna        |
| Faeto                      | Foggia               | Puglia                |
| Fagagna                    | Udine                | Friuli-Venezia Giulia |
| Faggeto Lario              | Como                 | Lombardia             |
| Faggiano                   | Taranto              | Puglia                |
| Fagnano Alto               | L'Aquila             | Abruzzo               |
| Fagnano Castello           | Cosenza              | Calabria              |
| Fagnano Olona              | Varese               | Lombardia             |
| Fai della Paganella        | Trento               | Trentino-Alto Adige   |
| Faicchio                   | Benevento            | Campania              |
| Falcade                    | Belluno              | Veneto                |
| Falciano del Massico       | Caserta              | Campania              |
| Falconara Albanese         | Cosenza              | Calabria              |
| Falconara Marittima        | Ancona               | Marche                |
| Falcone                    | Messina              | Sicilia               |
| Faleria                    | Viterbo              | Lazio                 |
| Falerna                    | Catanzaro            | Calabria              |
| Falerone                   | Fermo                | Marche                |
| Fallo                      | Chieti               | Abruzzo               |
| Faloppio                   | Como                 | Lombardia             |
| Falvaterra                 | Frosinone            | Lazio                 |
| Falzes                     | Bolzano              | Trentino-Alto Adige   |
| Fanano                     | Modena               | Emilia-Romagna        |
| Fanna                      | Pordenone            | Friuli-Venezia Giulia |
| Fano                       | Pesaro e Urbino      | Marche                |
| Fano Adriano               | Teramo               | Abruzzo               |
| Fara Filiorum Petri        | Chieti               | Abruzzo               |
| Fara Gera d'Adda           | Bergamo              | Lombardia             |
| Fara in Sabina             | Rieti                | Lazio                 |
| Fara Novarese              | Novara               | Piemonte              |
| Fara Olivana con Sola      | Bergamo              | Lombardia             |
| Fara San Martino           | Chieti               | Abruzzo               |
| Fara Vicentino             | Vicenza              | Veneto                |
| Fardella                   | Potenza              | Basilicata            |
| Farigliano                 | Cuneo                | Piemonte              |
| Farindola                  | Pescara              | Abruzzo               |
| Farini                     | Piacenza             | Emilia-Romagna        |
| Farnese                    | Viterbo              | Lazio                 |
| Farra d'Isonzo             | Gorizia              | Friuli-Venezia Giulia |
| Farra di Soligo            | Treviso              | Veneto                |
| Fasano                     | Brindisi             | Puglia                |
| Fascia                     | Genova               | Liguria               |
| Fauglia                    | Pisa                 | Toscana               |
| Faule                      | Cuneo                | Piemonte              |
| Favale di Malvaro          | Genova               | Liguria               |
| Favara                     | Agrigento            | Sicilia               |
| Favignana                  | Trapani              | Sicilia               |
| Favria                     | Torino               | Piemonte              |
| Feisoglio                  | Cuneo                | Piemonte              |
| Feletto                    | Torino               | Piemonte              |
| Felino                     | Parma                | Emilia-Romagna        |
| Felitto                    | Salerno              | Campania              |
| Felizzano                  | Alessandria          | Piemonte              |
| Feltre                     | Belluno              | Veneto                |
| Fenegrò                    | Como                 | Lombardia             |
| Fenestrelle                | Torino               | Piemonte              |
| Fénis                      | Aosta                | Valle d'Aosta         |
| Ferentillo                 | Terni                | Umbria                |
| Ferentino                  | Frosinone            | Lazio                 |
| Ferla                      | Siracusa             | Sicilia               |
| Fermignano                 | Pesaro e Urbino      | Marche                |
| Fermo                      | Fermo                | Marche                |
| Ferno                      | Varese               | Lombardia             |
| Feroleto Antico            | Catanzaro            | Calabria              |
| Feroleto della Chiesa      | Reggio Calabria      | Calabria              |
| Ferrandina                 | Matera               | Basilicata            |
| Ferrara                    | Ferrara              | Emilia-Romagna        |
| Ferrara di Monte Baldo     | Verona               | Veneto                |
| Ferrazzano                 | Campobasso           | Molise                |
| Ferrera di Varese          | Varese               | Lombardia             |
| Ferrera Erbognone          | Pavia                | Lombardia             |
| Ferrere                    | Asti                 | Piemonte              |
| Ferriere                   | Piacenza             | Emilia-Romagna        |
| Ferruzzano                 | Reggio Calabria      | Calabria              |
| Fiamignano                 | Rieti                | Lazio                 |
| Fiano                      | Torino               | Piemonte              |
| Fiano Romano               | Roma                 | Lazio                 |
| Fiastra                    | Macerata             | Marche                |
| Fiavé                      | Trento               | Trentino-Alto Adige   |
| Ficarazzi                  | Palermo              | Sicilia               |
| Ficarolo                   | Rovigo               | Veneto                |
| Ficarra                    | Messina              | Sicilia               |
| Ficulle                    | Terni                | Umbria                |
| Fidenza                    | Parma                | Emilia-Romagna        |
| Fiè allo Sciliar           | Bolzano              | Trentino-Alto Adige   |
| Fierozzo                   | Trento               | Trentino-Alto Adige   |
| Fiesco                     | Cremona              | Lombardia             |
| Fiesole                    | Firenze              | Toscana               |
| Fiesse                     | Brescia              | Lombardia             |
| Fiesso d'Artico            | Venezia              | Veneto                |
| Fiesso Umbertiano          | Rovigo               | Veneto                |
| Figino Serenza             | Como                 | Lombardia             |
| Figline e Incisa Valdarno  | Firenze              | Toscana               |
| Figline Vegliaturo         | Cosenza              | Calabria              |
| Filacciano                 | Roma                 | Lazio                 |
| Filadelfia                 | Vibo Valentia        | Calabria              |
| Filago                     | Bergamo              | Lombardia             |
| Filandari                  | Vibo Valentia        | Calabria              |
| Filattiera                 | Massa-Carrara        | Toscana               |
| Filettino                  | Frosinone            | Lazio                 |
| Filetto                    | Chieti               | Abruzzo               |
| Filiano                    | Potenza              | Basilicata            |
| Filighera                  | Pavia                | Lombardia             |
| Filignano                  | Isernia              | Molise                |
| Filogaso                   | Vibo Valentia        | Calabria              |
| Filottrano                 | Ancona               | Marche                |
| Finale Emilia              | Modena               | Emilia-Romagna        |
| Finale Ligure              | Savona               | Liguria               |
| Fino del Monte             | Bergamo              | Lombardia             |
| Fino Mornasco              | Como                 | Lombardia             |
| Fiorano al Serio           | Bergamo              | Lombardia             |
| Fiorano Canavese           | Torino               | Piemonte              |
| Fiorano Modenese           | Modena               | Emilia-Romagna        |
| Fiorenzuola d'Arda         | Piacenza             | Emilia-Romagna        |
| Firenze                    | Firenze              | Toscana               |
| Firenzuola                 | Firenze              | Toscana               |
| Firmo                      | Cosenza              | Calabria              |
| Fiscaglia                  | Ferrara              | Emilia-Romagna        |
| Fisciano                   | Salerno              | Campania              |
| Fiuggi                     | Frosinone            | Lazio                 |
| Fiumalbo                   | Modena               | Emilia-Romagna        |
| Fiumara                    | Reggio Calabria      | Calabria              |
| Fiume Veneto               | Pordenone            | Friuli-Venezia Giulia |
| Fiumedinisi                | Messina              | Sicilia               |
| Fiumefreddo Bruzio         | Cosenza              | Calabria              |
| Fiumefreddo di Sicilia     | Catania              | Sicilia               |
| Fiumicello Villa Vicentina | Udine                | Friuli-Venezia Giulia |
| Fiumicino                  | Roma                 | Lazio                 |
| Fiuminata                  | Macerata             | Marche                |
| Fivizzano                  | Massa-Carrara        | Toscana               |
| Flaibano                   | Udine                | Friuli-Venezia Giulia |
| Flero                      | Brescia              | Lombardia             |
| Floresta                   | Messina              | Sicilia               |
| Floridia                   | Siracusa             | Sicilia               |
| Florinas                   | Sassari              | Sardegna              |
| Flumeri                    | Avellino             | Campania              |
| Fluminimaggiore            | Sud Sardegna         | Sardegna              |
| Flussio                    | Oristano             | Sardegna              |
| Fobello                    | Vercelli             | Piemonte              |
| Foggia                     | Foggia               | Puglia                |
| Foglianise                 | Benevento            | Campania              |
| Fogliano Redipuglia        | Gorizia              | Friuli-Venezia Giulia |
| Foglizzo                   | Torino               | Piemonte              |
| Foiano della Chiana        | Arezzo               | Toscana               |
| Foiano di Val Fortore      | Benevento            | Campania              |
| Folgaria                   | Trento               | Trentino-Alto Adige   |
| Folignano                  | Ascoli Piceno        | Marche                |
| Foligno                    | Perugia              | Umbria                |
| Follina                    | Treviso              | Veneto                |
| Follo                      | Spezia               | Liguria               |
| Follonica                  | Grosseto             | Toscana               |
| Fombio                     | Lodi                 | Lombardia             |
| Fondachelli-Fantina        | Messina              | Sicilia               |
| Fondi                      | Latina               | Lazio                 |
| Fonni                      | Nuoro                | Sardegna              |
| Fontainemore               | Aosta                | Valle d'Aosta         |
| Fontana Liri               | Frosinone            | Lazio                 |
| Fontanafredda              | Pordenone            | Friuli-Venezia Giulia |
| Fontanarosa                | Avellino             | Campania              |
| Fontanelice                | Bologna              | Emilia-Romagna        |
| Fontanella                 | Bergamo              | Lombardia             |
| Fontanellato               | Parma                | Emilia-Romagna        |
| Fontanelle                 | Treviso              | Veneto                |
| Fontaneto d'Agogna         | Novara               | Piemonte              |
| Fontanetto Po              | Vercelli             | Piemonte              |
| Fontanigorda               | Genova               | Liguria               |
| Fontanile                  | Asti                 | Piemonte              |
| Fontaniva                  | Padova               | Veneto                |
| Fonte                      | Treviso              | Veneto                |
| Fonte Nuova                | Roma                 | Lazio                 |
| Fontecchio                 | L'Aquila             | Abruzzo               |
| Fontechiari                | Frosinone            | Lazio                 |
| Fontegreca                 | Caserta              | Campania              |
| Fonteno                    | Bergamo              | Lombardia             |
| Fontevivo                  | Parma                | Emilia-Romagna        |
| Fonzaso                    | Belluno              | Veneto                |
| Foppolo                    | Bergamo              | Lombardia             |
| Forano                     | Rieti                | Lazio                 |
| Force                      | Ascoli Piceno        | Marche                |
| Forchia                    | Benevento            | Campania              |
| Forcola                    | Sondrio              | Lombardia             |
| Fordongianus               | Oristano             | Sardegna              |
| Forenza                    | Potenza              | Basilicata            |
| Foresto Sparso             | Bergamo              | Lombardia             |
| Forgaria nel Friuli        | Udine                | Friuli-Venezia Giulia |
| Forino                     | Avellino             | Campania              |
| Forio                      | Napoli               | Campania              |
| Forlì                      | Forlì-Cesena         | Emilia-Romagna        |
| Forlì del Sannio           | Isernia              | Molise                |
| Forlimpopoli               | Forlì-Cesena         | Emilia-Romagna        |
| Formazza                   | Verbano-Cusio-Ossola | Piemonte              |
| Formello                   | Roma                 | Lazio                 |
| Formia                     | Latina               | Lazio                 |
| Formicola                  | Caserta              | Campania              |
| Formigara                  | Cremona              | Lombardia             |
| Formigine                  | Modena               | Emilia-Romagna        |
| Formigliana                | Vercelli             | Piemonte              |
| Fornace                    | Trento               | Trentino-Alto Adige   |
| Fornelli                   | Isernia              | Molise                |
| Forni Avoltri              | Udine                | Friuli-Venezia Giulia |
| Forni di Sopra             | Udine                | Friuli-Venezia Giulia |
| Forni di Sotto             | Udine                | Friuli-Venezia Giulia |
| Forno Canavese             | Torino               | Piemonte              |
| Fornovo di Taro            | Parma                | Emilia-Romagna        |
| Fornovo San Giovanni       | Bergamo              | Lombardia             |
| Forte dei Marmi            | Lucca                | Toscana               |
| Fortezza                   | Bolzano              | Trentino-Alto Adige   |
| Fortunago                  | Pavia                | Lombardia             |
| Forza d'Agrò               | Messina              | Sicilia               |
| Fosciandora                | Lucca                | Toscana               |
| Fosdinovo                  | Massa-Carrara        | Toscana               |
| Fossa                      | L'Aquila             | Abruzzo               |
| Fossacesia                 | Chieti               | Abruzzo               |
| Fossalta di Piave          | Venezia              | Veneto                |
| Fossalta di Portogruaro    | Venezia              | Veneto                |
| Fossalto                   | Campobasso           | Molise                |
| Fossano                    | Cuneo                | Piemonte              |
| Fossato di Vico            | Perugia              | Umbria                |
| Fossato Serralta           | Catanzaro            | Calabria              |
| Fossò                      | Venezia              | Veneto                |
| Fossombrone                | Pesaro e Urbino      | Marche                |
| Foza                       | Vicenza              | Veneto                |
| Frabosa Soprana            | Cuneo                | Piemonte              |
| Frabosa Sottana            | Cuneo                | Piemonte              |
| Fraconalto                 | Alessandria          | Piemonte              |
| Fragagnano                 | Taranto              | Puglia                |
| Fragneto l'Abate           | Benevento            | Campania              |
| Fragneto Monforte          | Benevento            | Campania              |
| Fraine                     | Chieti               | Abruzzo               |
| Framura                    | Spezia               | Liguria               |
| Francavilla al Mare        | Chieti               | Abruzzo               |
| Francavilla Angitola       | Vibo Valentia        | Calabria              |
| Francavilla Bisio          | Alessandria          | Piemonte              |
| Francavilla d'Ete          | Fermo                | Marche                |
| Francavilla di Sicilia     | Messina              | Sicilia               |
| Francavilla Fontana        | Brindisi             | Puglia                |
| Francavilla in Sinni       | Potenza              | Basilicata            |
| Francavilla Marittima      | Cosenza              | Calabria              |
| Francica                   | Vibo Valentia        | Calabria              |
| Francofonte                | Siracusa             | Sicilia               |
| Francolise                 | Caserta              | Campania              |
| Frascaro                   | Alessandria          | Piemonte              |
| Frascarolo                 | Pavia                | Lombardia             |
| Frascati                   | Roma                 | Lazio                 |
| Frascineto                 | Cosenza              | Calabria              |
| Frassilongo                | Trento               | Trentino-Alto Adige   |
| Frassinelle Polesine       | Rovigo               | Veneto                |
| Frassinello Monferrato     | Alessandria          | Piemonte              |
| Frassineto Po              | Alessandria          | Piemonte              |
| Frassinetto                | Torino               | Piemonte              |
| Frassino                   | Cuneo                | Piemonte              |
| Frassinoro                 | Modena               | Emilia-Romagna        |
| Frasso Sabino              | Rieti                | Lazio                 |
| Frasso Telesino            | Benevento            | Campania              |
| Fratta Polesine            | Rovigo               | Veneto                |
| Fratta Todina              | Perugia              | Umbria                |
| Frattamaggiore             | Napoli               | Campania              |
| Frattaminore               | Napoli               | Campania              |
| Fratte Rosa                | Pesaro e Urbino      | Marche                |
| Frazzanò                   | Messina              | Sicilia               |
| Fregona                    | Treviso              | Veneto                |
| Fresagrandinaria           | Chieti               | Abruzzo               |
| Fresonara                  | Alessandria          | Piemonte              |
| Frigento                   | Avellino             | Campania              |
| Frignano                   | Caserta              | Campania              |
| Frinco                     | Asti                 | Piemonte              |
| Frisa                      | Chieti               | Abruzzo               |
| Frisanco                   | Pordenone            | Friuli-Venezia Giulia |
| Front                      | Torino               | Piemonte              |
| Frontino                   | Pesaro e Urbino      | Marche                |
| Frontone                   | Pesaro e Urbino      | Marche                |
| Frosinone                  | Frosinone            | Lazio                 |
| Frosolone                  | Isernia              | Molise                |
| Frossasco                  | Torino               | Piemonte              |
| Frugarolo                  | Alessandria          | Piemonte              |
| Fubine Monferrato          | Alessandria          | Piemonte              |
| Fucecchio                  | Firenze              | Toscana               |
| Fuipiano Valle Imagna      | Bergamo              | Lombardia             |
| Fumane                     | Verona               | Veneto                |
| Fumone                     | Frosinone            | Lazio                 |
| Funes                      | Bolzano              | Trentino-Alto Adige   |
| Furci                      | Chieti               | Abruzzo               |
| Furci Siculo               | Messina              | Sicilia               |
| Furnari                    | Messina              | Sicilia               |
| Furore                     | Salerno              | Campania              |
| Furtei                     | Sud Sardegna         | Sardegna              |
| Fuscaldo                   | Cosenza              | Calabria              |
| Fusignano                  | Ravenna              | Emilia-Romagna        |
| Fusine                     | Sondrio              | Lombardia             |
| Futani                     | Salerno              | Campania              |